# 新幹線E4系電力動車組
新幹線E4系電力動車組是一款東日本旅客鐵道（JR東日本）所使用的新干线车辆，主要行駛於東北、上越與長野新幹線，隸屬於JR東日本的新幹線路線上。是繼新幹線E1系電力動車組後第二款日本採用全雙層設計的高速鐵路車輛。

## 概要
自E1系列車投入服務以來，服務需求持續增加，而另一方面，200系列車車齡漸高。有鑑於此，JR東日本需要設計新車款，以滿足路線需求及取代200系列車。這款大載客量列車被稱為E4系，採用雙層設計，全數列車均被冠「Max」這個名字，為「Multi Amenity eXpress」（複層舒適特快車）的簡稱。兩端車頭形狀為抑制微壓波噪音使用「鸭嘴兽」設計，車身顏色使用白色加深藍色裙腳，兩色之間以一條黃線分隔。
與E1系比較，E4系與E1系均使用交流牽引電動機，但其牽引逆變器則從GTO改為IGBT。車廂數目由E1系的12節減為8節，但有需要時可兩列車併結成16節車廂行走，大大增加靈活性及減低浪費。
每列8節編組的E4系可載817人，以兩列聯掛行走則可增至1,634人。
E4系列車於1997年12月20日起正式投入服務，運行於東北新幹線。至1999年4月29日，E4系開始與行駛山形新幹線的「翼號」列車連結行走。2001年5月7日開始在上越新幹線營運，同年7月22日於長野新幹線以臨時列車方式營運。E4系以後新型單層列車（即E5/E6系）投入服務後才不再服務東北新幹線。
由於其可雙組連結運行的特性，其高峰運能時至今日依舊不容小覷。然而自首批編組出廠以來，車齡已達20年，因此預定從2018年開始分批廢車，由E7系陸續取代，至2020年將從上越新幹線全數退役。目前原P1編成的先頭車，退役後已送入新潟的新津鐵道資料館作靜態保存。
2019年10月12日至13日，哈吉貝颱風侵襲日本，豪雨造成千曲川潰堤，停放在長野新幹線車輛中心的10列120節E7/W7系列車淹水受損，JR東日本決定先調用上越新幹線的3列E7系，並延後退役E4系來填補E7/W7系增造車補齊前的北陸新幹線服務。
最後的E4系已於2021年10月17日正式退役。

## 列車編組
JR東日本共擁有26列E4系電車（P1—22、P51—52、P81—82）。
- P1—P22編組：於1997年—2001年間落成，車號為：1/101—16/116及19/119—24/124，屬於基本型號，使用於東北新幹線、上越新幹線。

以下編組可以駛入長野新幹線的全部及一部區間：
- P51—P52編組：於2001年落成，車號為：17/117—18/118，强化了刹車等性能以對應30‰陡坡區間的行駛，可以駛至輕井澤站，曾於2001年至2002年期間行駛MAX淺間號班次。
- P81—P82編組：於2003年落成，車號為：25/125—26/126，除上述之陡坡對應外，裝載了可對應50Hz及60Hz兩種電源屏率的電源頻率轉換裝置，令這兩個編組的列車可以駛入輕井澤—佐久平區間、並駛到長野站。

由於E4系雙層構造的巨大車體有相當的重量，而動力輸出方面又比相同是8輛編組的E2系N編成低，所以被認爲難以在載客的情況下爬上碓冰峠的30‰陡坡區間，因此在實際運用時會先空車回送到輕井澤站，然後再行駛MAX淺間號班次到東京站。而且P81—P82編組雖以可行駛整段長野新幹線為目的而建造，但兩列列車落成后JR東日本已無再運行MAX淺間號班次，所以該兩編組實際上并無駛入過長野新幹線。

## 圖片集

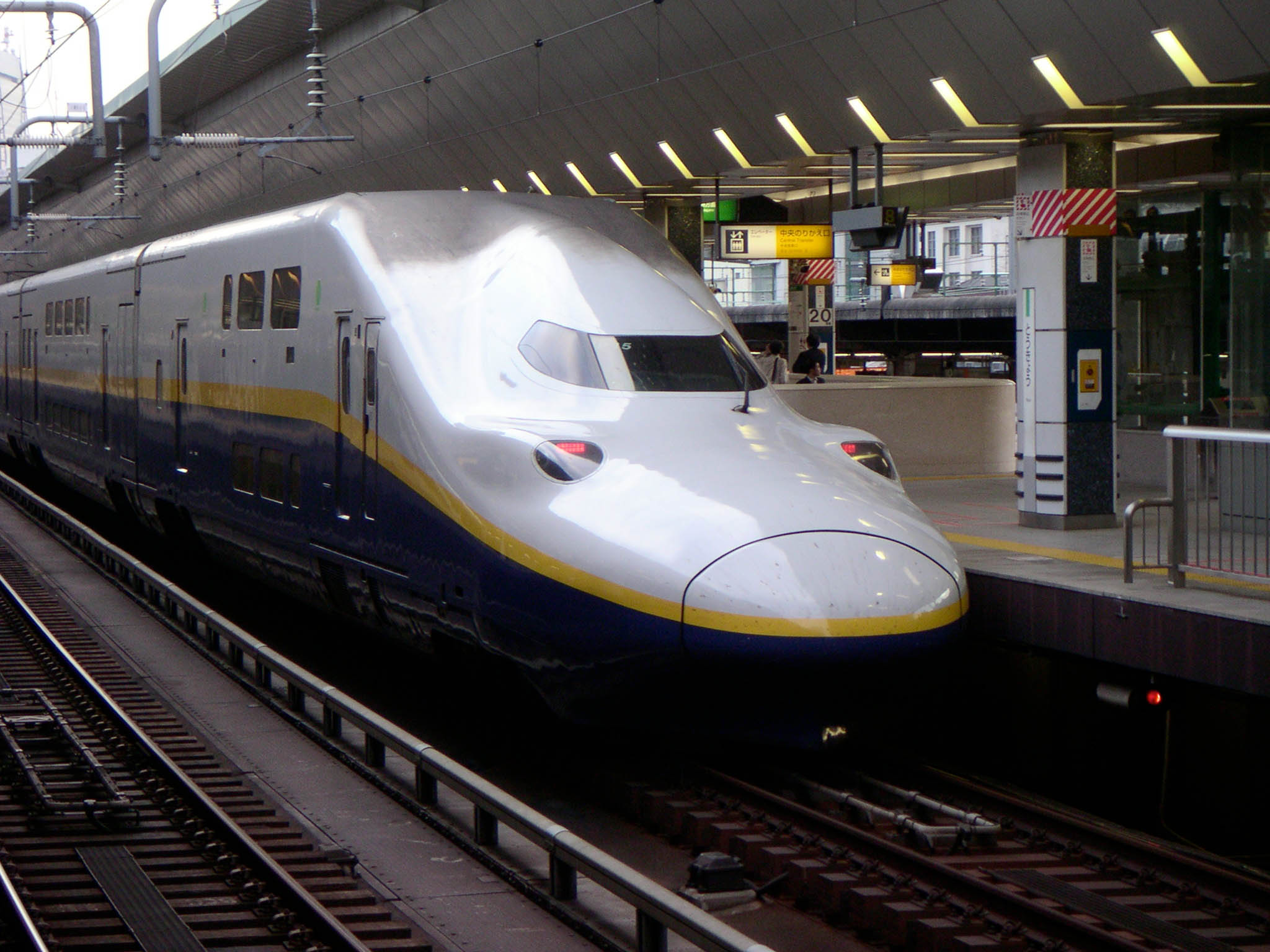
停靠在東京站的新幹線E4系電車
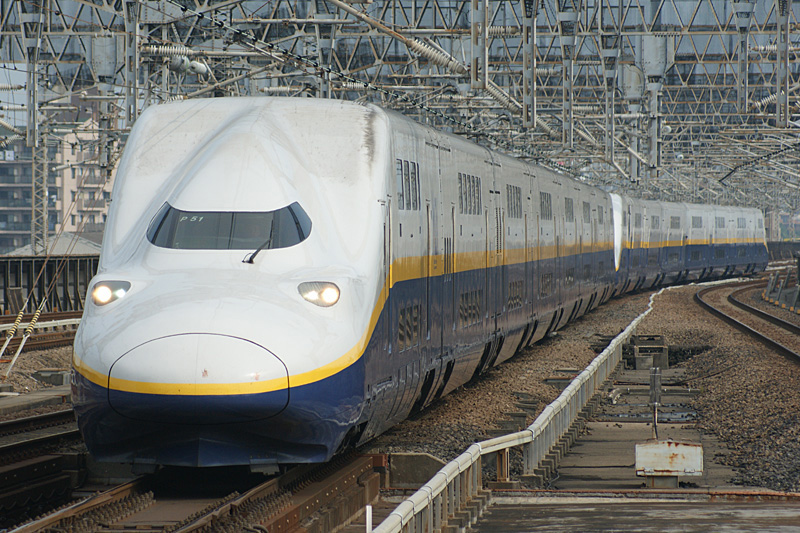
连结成16辆编組的E4系電車
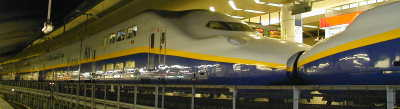
E4系電車（連結状态）
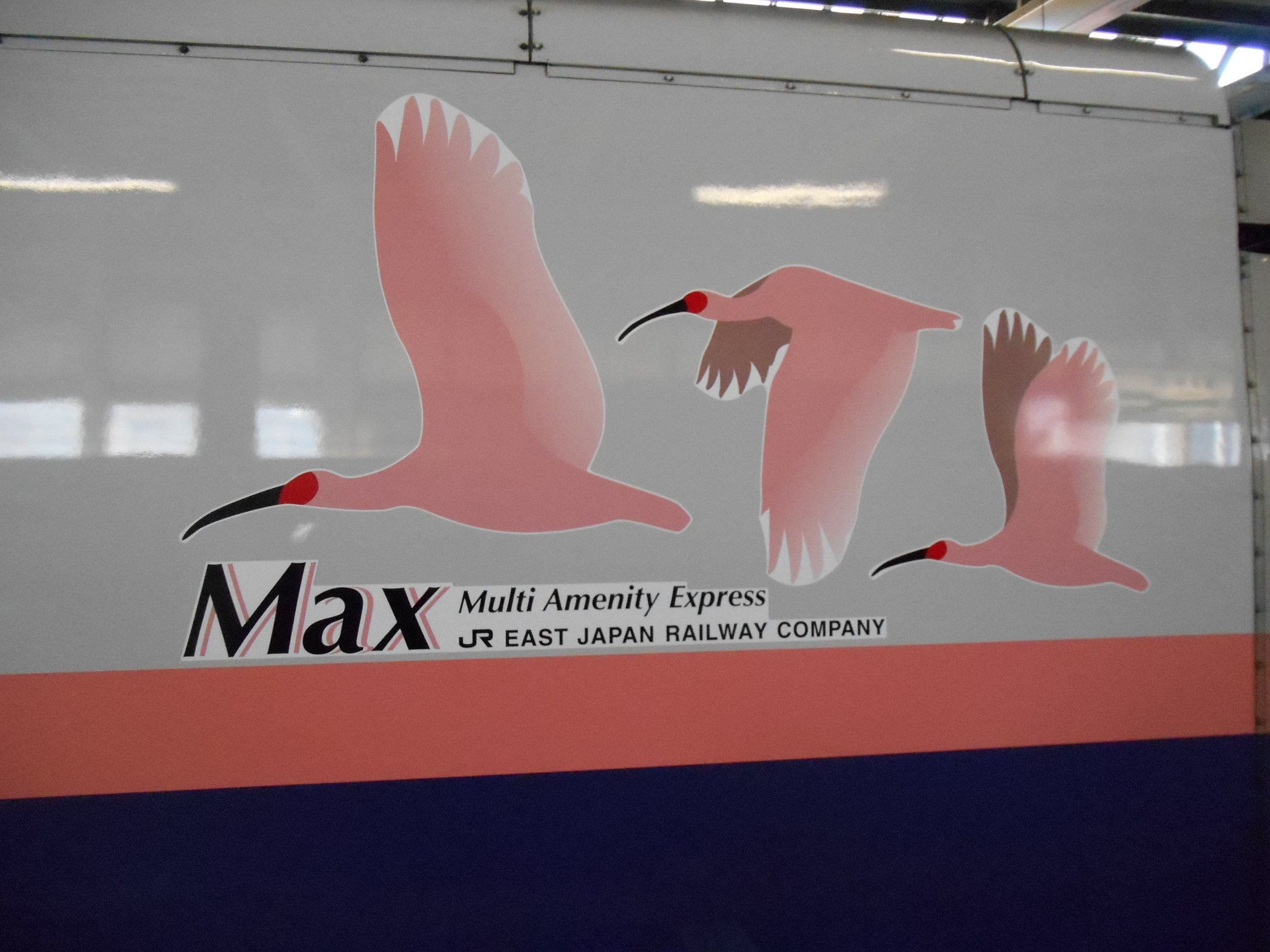
E4系車側Logo(朱鷺)
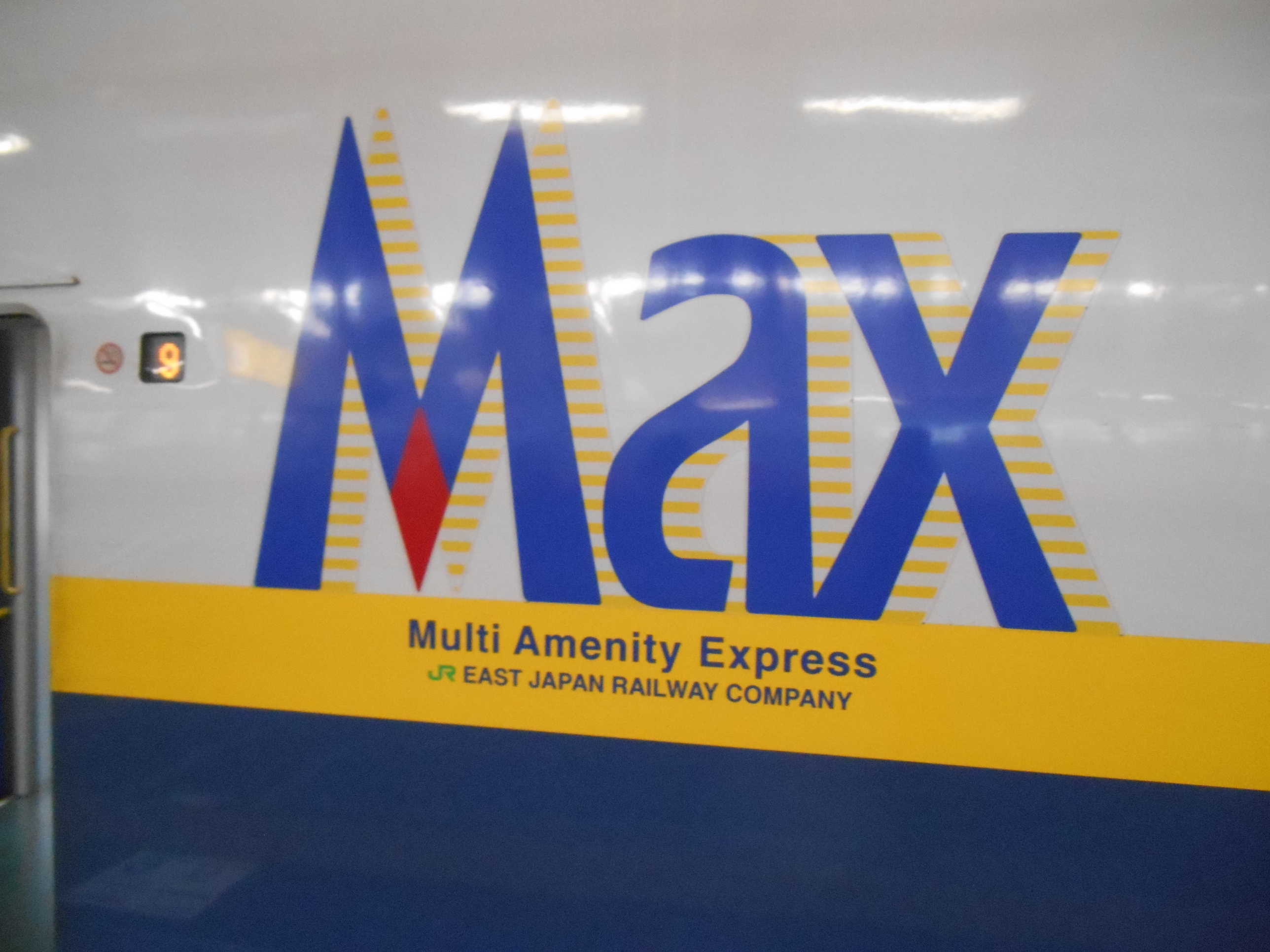
E4系車側Logo
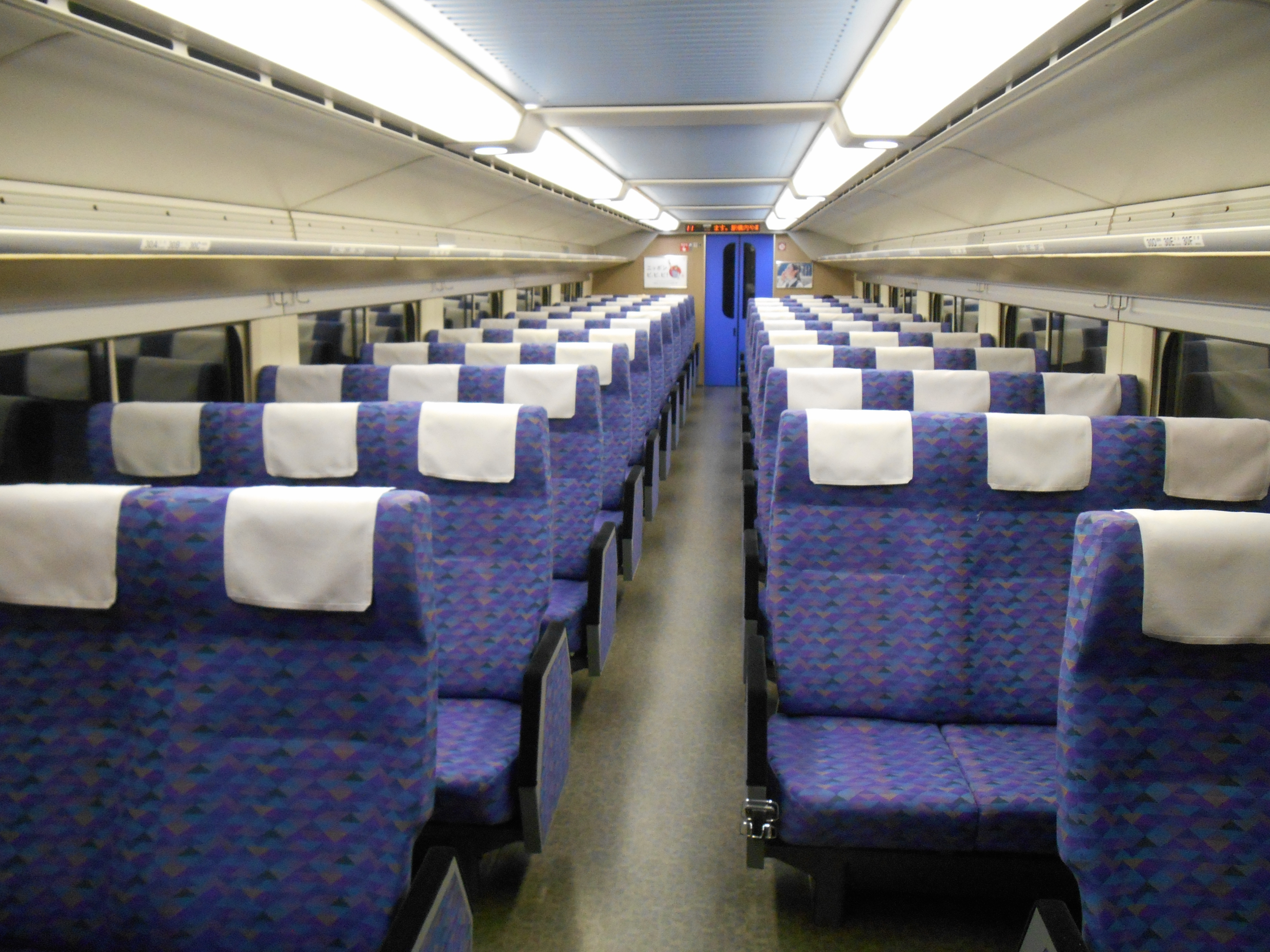
E4系上層自由席採用3+3座位配置
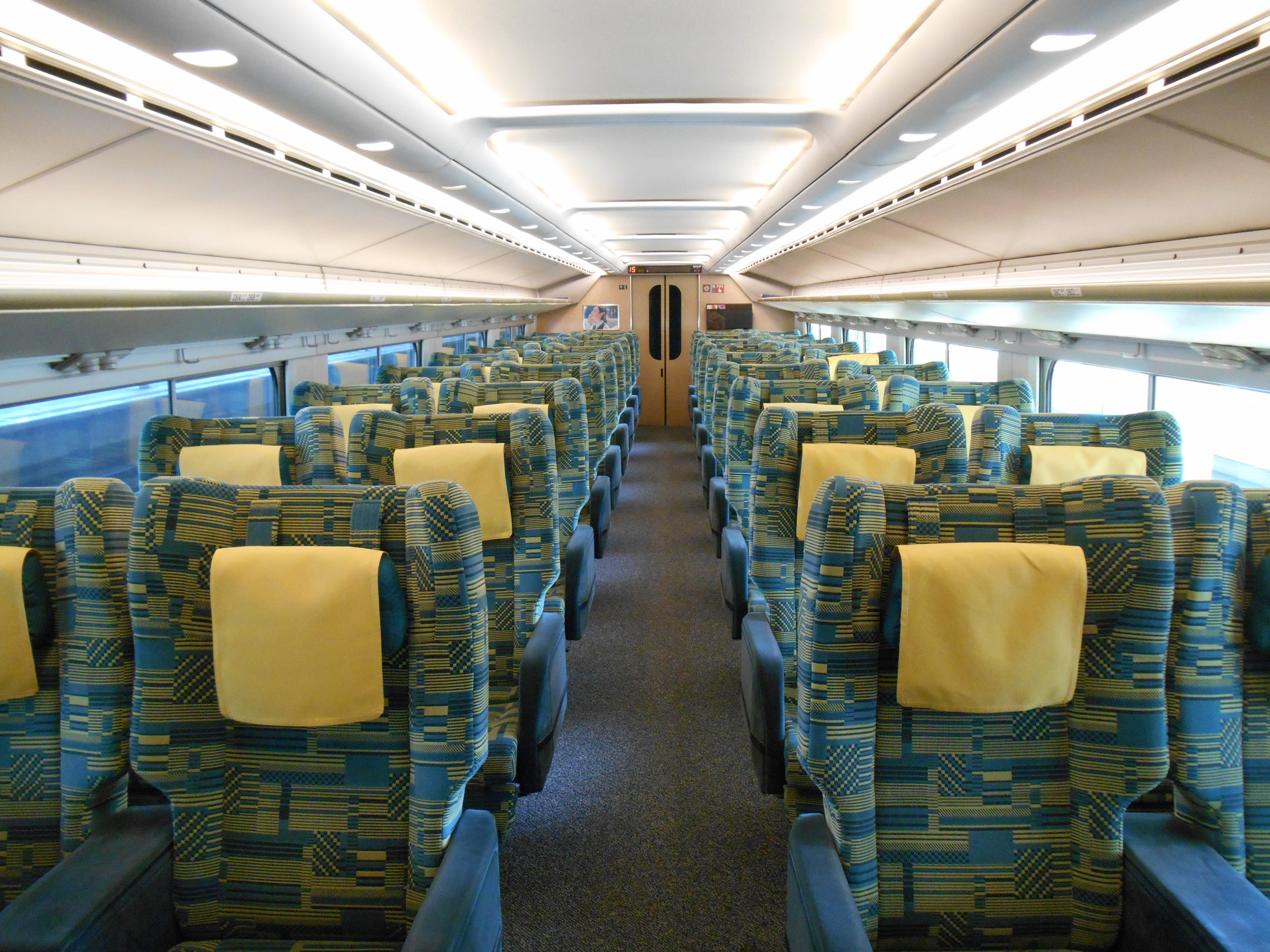
E4系綠色車廂內裝

## 运营情况
- 1997年（平成9年）12月20日：东北新干线营业運行开始。
- 1999年（平成11年）4月29日：與山形新干线「翼」混编列车營運开始。
- 2001年（平成13年）5月7日：上越新干线营业運行开始。
- 2001年（平成13年）7月22日：长野新干线的临时列车东京—轻井泽间营业運行开始。
- 2005年（平成17年）12月10日：东北新干线仙台—盛冈间，自定期列车运用撤退。
- 2012年（平成24年）9月29日：E4系由東北新幹線全面撤退，轉入上越新幹線。
- 2021年（令和3年）10月1日：E4系由上越新幹線全面撤退，E4系正式退出服務。[1]
- 2021年（令和3年）10月17日：E4系行駛告別班次（日语：さよなら運転）來往新潟和東京，E4系其後便正式退役。[1]

## 外部連結
- （日語）JR東日本：新幹線E4系
- （日語）川崎重工業－新幹線E4系電車概要
- （英文）日立製作所－高速鐵路列車產品介紹（含其他新幹線列車）